# Nipponocalamus kosisimonii
Nipponocalamus kosisimonii là một loài thực vật có hoa trong họ Hòa thảo. Loài này được (Koidz.) Nakai mô tả khoa học đầu tiên năm 1942.